# Чмок, чмок, ба-бах
«Чмок, чмок, ба-бах» (англ. Kiss Kiss (Bang Bang)) — английская комедия 2001 года режиссёра Стюарта Сагга. 
Фильм впервые был показан в июле 2001 года на международном кинофестивале Таормина в Италии. Стюарт Сагг был номинирован на премию «Golden Hitchcock» Британского кинофестиваля Динард, при этом сам фильм получил невысокие оценки кинокритиков.

## Сюжет
Феликс — наёмный убийца, который хочет отойти от дел. Он ухаживает за затворником Буббой, пытается восстановить отношения с бывшей подругой, но прошлое не отпускает его.

## В ролях
| Актёр             | Роль          |
| ----------------- | ------------- |
| Стеллан Скарсгард | Феликс        |
| Крис Пенн         | Бубба         |
| Пол Беттани       | Джимми        |
| Аллан Кордюнер    | «Большой Боб» |
| Жаклин Маккензи   | Шерри         |
| Мартина Маккатчен | Миа           |
| Сиенна Гиллори    | Кэт           |